# ويسلو ماليزكو
ويسلو ماليزكو (بالبولندية: Wiesław Małyszko)‏ (مواليد 7 ديسمبر 1970) هو ملاكم بولندي، مثّل بلاده في الألعاب الأولمبية الصيفية 1992.

## روابط خارجية
ويسلو ماليزكو على موقع أوليمبيديا (الإنجليزية)
- ويسلو ماليزكو على موقع اللجنة الأولمبية البولندية (مؤرشف) (البولندية)